# Coccosterphus luteus
Coccosterphus luteus är en insektsart som beskrevs av William D. Funkhouser 1933. Coccosterphus luteus ingår i släktet Coccosterphus och familjen hornstritar. Inga underarter finns listade i Catalogue of Life.